# Велике Князь-Теняково
Велике Князь-Теня́ково (рос. Большое Князь-Теняково, чув. Мăн Пӳкасси) — присілок у складі Чебоксарського району Чувашії, Росія. Входить до складу Шинерпосинського сільського поселення.
Населення — 159 осіб (2010; 158 у 2002).
Національний склад:
- чуваші — 96 %

Стара назва — Велике Князьтеняково.